# Елверсон (Пенсилванија)
Елверсон (енгл. Elverson) град је у америчкој савезној држави Пенсилванија.

## Демографија
По попису из 2010. године број становника је 1.225, што је 266 (27,7%) становника више него 2000. године.
| Група             | 2000.       | 2010.         |
| Белци             | 930 (97,0%) | 1.184 (96,7%) |
| Афроамериканци    | 3 (0,3%)    | 7 (0,6%)      |
| Азијати           | 13 (1,4%)   | 6 (0,5%)      |
| Хиспаноамериканци | 6 (0,6%)    | 20 (1,6%)     |
| Укупно            | 959         | 1.225         |